# Chenica
Chenica war eine persische Massen- und Volumeneinheit. Eine Chenica entsprach 816 Gramm und einem Volumen von 1,32 Liter.

## Volumeneinheit
- 1 Chenica = 1,32 Liter (nach Kahnt und Knorr 1,12 l, 1,31 l, 1,315 l[1])
- 1 Sextario = ¼ Chenica
- 1 Capichas = 2 Chenica
- 1 Sabbitha = 5 ½ Chenica
- 1 Colluthun = 6 ¼ Chenica
- 1 Legana = 30 Chenica
- 1 Artaba = 50 Chenica = 65,7 Liter[2]

## Masseneinheit
- 1 Chenica = 816 Gramm
- 1 Cyanthos = 1/24 Chenica
- 1 Oxybaphon = 1/16 Chenica
- 1 Cotyle = ¼ Chenica
- 1 Sexte = ½ Chenica
- 1 Maris = 2 Chenica
- 1 Chous = 3 Chenica
- 1 Hemiektos = 4 Chenica
- 1 Hektos = 1 Modius = 8 Chenica
- 1 Metretes = 36 Chenica
- 1 Medimnos = 48 Chenica